# Jaromír Vejvoda

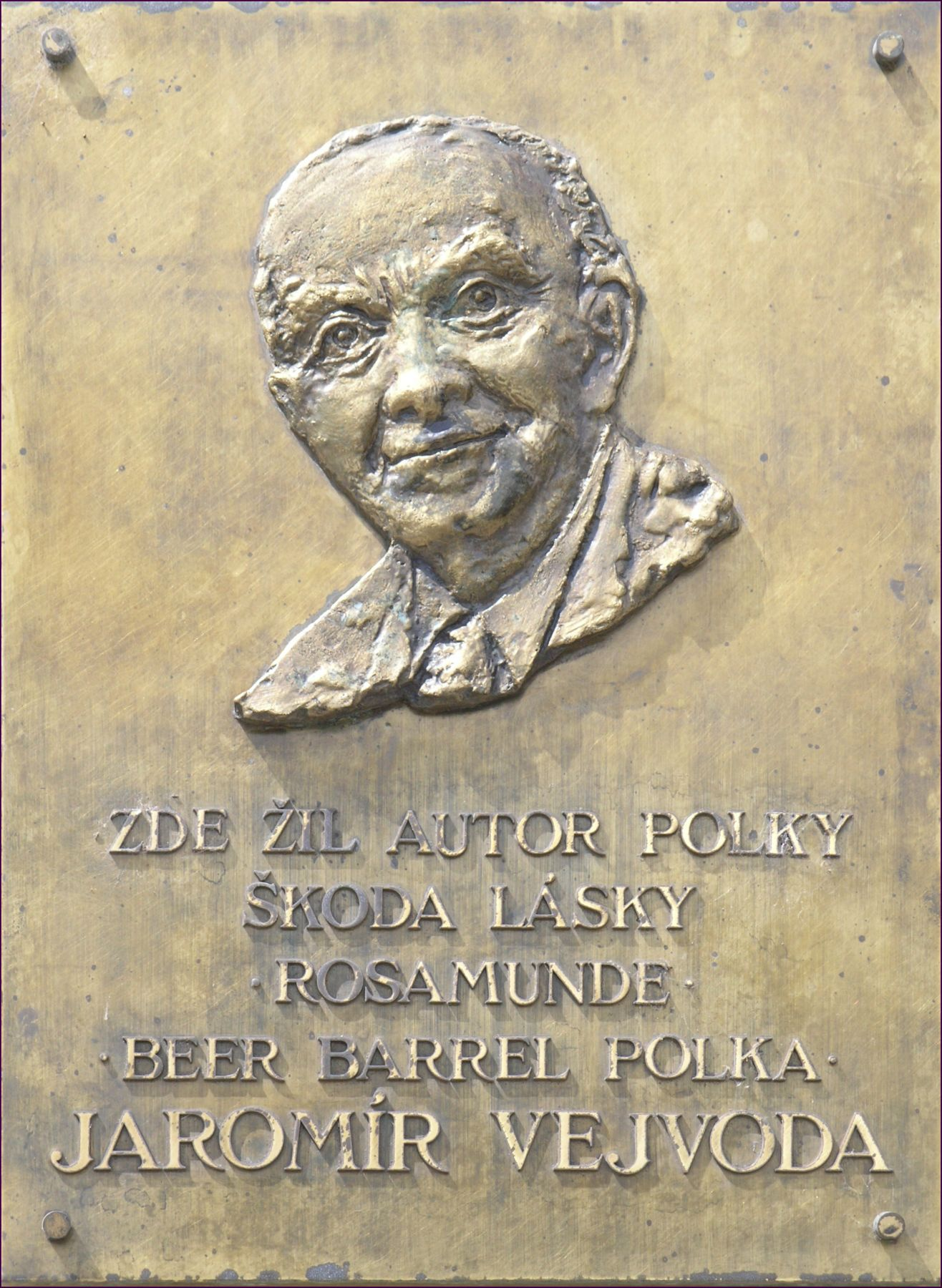

Jaromír Vejvoda (Praag (Zbraslav), 28 maart 1902 – Praag, 13 november 1988) was een Tsjechisch componist en dirigent. Wereldbekend werd hij met zijn polka Škoda lásky.

## Levensloop
Vejvoda zette de muzikale traditie van zijn familie voort. Zijn vader en grootvader waren ook muzikanten. Zo was het niet verwonderlijk dat hij op 6-jarige leeftijd viool speelde. Op 14-jarige leeftijd kreeg hij lessen voor flügelhoorn en werd een jaar later lid van de muziekkapel van zijn vader. Nadat hij van de militaire dienst terugkwam, werd hij als opvolger van zijn vader in 1926 dirigent van het harmonieorkest in Zbraslav. Omdat dit orkest een klein repertoire met originele composities had, begon hij te componeren. In het geheel schreef hij 82 werken voor dit medium. In de lente van 1927 schreef hij de Modřanská polka, die naar een toevoeging van de bekende bassolo in 1929 en bijvoeging van een tekst door Vašek Zeman in 1932, omgedoopt werd in Škoda lásky en te eerst met de Benešova dechová hudba (Beneš blaasorkest) op een plaat opgenomen werd. In Nederland werd de melodie in 1939 gebruikt voor het soldatenlied Rats, kuch en bonen van Lou Bandy. In de jaren ‘70 had Dennie Christian een hit met Rosamunde, waarvoor deze melodie eveneens werd gebruikt.
Hij was tot 1948 dirigent van dit orkest. Het werd in het gevolg van het communistisch regime opgelost. Hij was daarna in een fabriek werkzaam. Het voormalig harmonieorkest werd onder de leiding van het gemeentebestuur Zbraslav gesteld en heette nu Zbraslavanka. Soms was Jaromír Vejvoda gastdirigent van dit orkest.
Hij overleed een jaar voor de "Fluwelen Revolutie" op 13 november 1988. In het restaurant Škoda lásky aan het Zbraslaver Plein is er een expositie over leven en werk van Vejvoda geplaatst. Zijn zoon Josef stichtte het internationale Blaasorkestenfestival Vejvodova Zbraslav.

## Composities (Selectie)

### Werken voor harmonieorkest (blaaskapel)

#### Polka
- 1927/1929/1934 Škoda lásky - (Modřanská polka)
- 1935 Černý kos
- 1936 Dej si říct
- 1936 Dej si zlíbat líc
- 1936 Šla panenka rovnou cestou
- 1937 Hrajte, já ráda tancuju
- 1938 Blondýnko hezká
- 1939 Máničko má
- 1940 Skočte si děvušky
- 1946 Ach, Bože lásko
- 1957 Smál se měsíc
- 1957 Zbraslavská
- 1964 Vlaštovička
- 1967 Ty to víš
- 1970 Muziko, muziko česká
- 1984 Vzpomínky
- 1985 Já smutek nemám
- 1986 Dřív než bude ráno

#### Marsen
- 1934 Miramare
- 1937 Veselé mládí
- 1938 Až do rána bílého
- 1941 Až půjdu od tebe ráno
- 1970 Mladá řeka
- 1981 Nová Praha
- 1988 Start na růžku
- Hasičská
- Ještě tu poslední (mažoretky)

#### Walsen
- 1935 Ty nemáš srdce
- 1938 Kde jsi mé mládí
- 1941 Černé mraky
- 1946 Já miloval
- 1954 Zapomenout
- 1967 Poslední táborák
- 1970 Za Myslivnou
- 1972 Neříkej, že máš mě rád
- 1981 Babička zpívala
- 1988 Já tě čekám zítra ráno